# Лотариен билет
„Лотариен билет“ (на английски: Lottery Ticket) е американска комедия от 2010 година на режисьора Ерик Уайт, във филма участват Бау Уау, Брандън Т. Джаксън, Натури Наутън, Кийт Дейвид, Чарли Мърфи, Гбенга Акинагбе, Тери Крюз, Лорета Девайн и Айс Кюб. Филмът е пуснат на 20 август 2010 г., получи смесени отзиви от критиците и спечели $24 милиона.